# 2040-те
2040-те години са петото десетилетие на XXI век, обхващащо периода от 1 януари 2040 до 31 декември 2049 година.